# California Trail

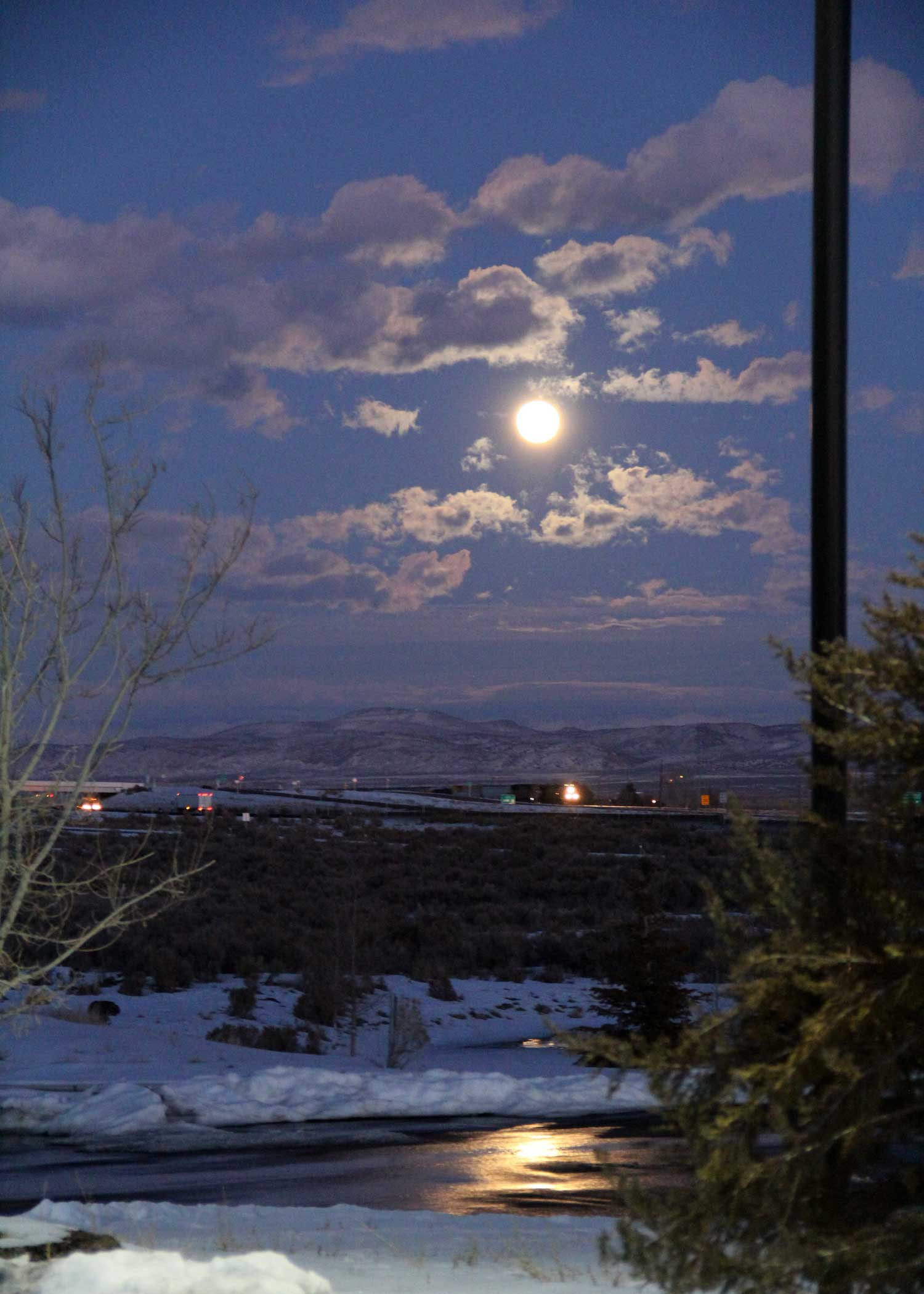
Một chuyến đi tuyết đêm trên ở California Trail gần Elko, Nevada.

Đường mòn California (tiếng Anh: California Trail) là một đường mòn di cư dài khoảng 3.000 dặm Anh (4.800 km) trên nửa phía tây của lục địa Bắc Mỹ từ thị trấn sông Missouri đến nơi ngày nay là tiểu bang California. Sau khi được thành lập, nửa đầu của Đường mòn California đi theo cùng hành lang của những con đường mòn thung lũng sông nối liền với Oregon Trail và Mormon Trail (Đường mòn Oregon và Đường mòn Mormon), cụ thể là các thung lũng của các con sông Platte, North Platte và Sweetwater đến bang Utah. Ở các bang hiện tại của bang Utah, Idaho và Utah, những con đường mòn ở California và Oregon được chia thành nhiều con đường mòn hoặc đường cắt khác nhau.